# Castel di Iudica
Castel di Iudica es una localidad italiana de la provincia de Catania , región de Sicilia, con 4.743 habitantes.

## Evolución demográfica
| Gráfica de evolución demográfica de Castel di Iudica entre 1861 y 2001 |
|                                                                        |
| Fuente ISTAT - elaboración gráfica de Wikipedia                        |